# Windschnur (Gemeinde Hafnerbach)
Windschnur ist eine Ortschaft in der Marktgemeinde Hafnerbach in Niederösterreich.  Die Ortschaft hat 149 Einwohner (1. Jänner 2024).
Windschnur befindet sich östlich der Ortschaft Hafnerbach auf einem südlichen Ausläufer des Dunkelsteinerwaldes. Die Ortschaft liegt ca. 10 km westlich von St. Pölten. Bis zur Auflösung der Grundherrschaft gehörte der Ort zur Herrschaft Hohenegg.

## Geschichte
Laut Adressbuch von Österreich war im Jahr 1938 in Windschnur ein Schuster ansässig.